# Федерація ісламських організацій Європи
Федерація ісламських організацій Європи (FIOE) була заснована Братством мусульман у 1989 р. Згодом FIOE створила Європейську раду з питань фетви та досліджень, загальноєвропейську організацію братів мусульман, яка надає керівництво мусульманам Європи. Згідно з його вебсайтом, у ньому «є сотні організацій-членів, розподілених у 28 європейських державах, які підтримують загальну віру в методологію, засновану на поміркованості та збалансованості, що відображає терпимість до ісламу». Головний офіс FIOE знаходиться в Брюсселі і домігся певного успіху в позиціонуванні себе як діалогового партнера для ЄС та інших важливих установ. Фінансування FIOE здійснюється в основному за рахунок джерел Перської затоки, включаючи Фонд Мохаммеда бін Рашида Аль-Мактума та міністерство вакфів у Кувейті. У лютому 2014 року FIOE обрала Абдалу Бен Мансура своїм новим президентом, замінивши Чакіба Бен Махлуфа.